# 藤タカシ
藤タカシ （ふじたかし、1957年1月15日 - ）は、日本のロックバンドM-BANDのボーカリスト、俳優。東京都出身。自らの音楽レーベル「Mr.T LABEL」を運営している。

## 人物・来歴
- 1982年、M-BANDを結成・デビュー。1988年の解散までに多くの曲を発表する。M-BAND解散以降は、ソロで曲をリリースする傍ら、俳優として映画・TVドラマに出演。

- 1995年頃、「M Street BAND」を結成してバンド活動を再スタートさせる。一方、俳優活動を一時休業し、CFナレーションの仕事に移行する。
- 1999年、M-BANDを再始動させ、ライブ活動を始める。
- 2002年、俳優活動も再開し「ロックンロール・アクター」を自称、音楽活動と俳優の両軸で活動を続ける。
- 2009年よりM-BANDと並行し、「藤タカシ&ザ・スタイル」名義で全国パブロックツアー「ロックンロールサーキット」を展開。
- 2010年、ジャパニーズロックアーティストのカバー入りアルバム「Sing!Sing!」をリリース。
- 2016年、日本のポピュラー音楽界初のコモンレーベル"S&Lミュージック"に登録参加[1]。
- 2017年、エンターテイメントバンド「THE TOP LINE」を結成。ライブハウス「赤坂ブルームーン」をホームグランドに都内近郊、地方へのライブ活動開始。

## ディスコグラフィ
- ZAN ZAN ZAN（1990年）
- またいつか逢えるかも（1991年）

## 出演作品

### 映画
- トリナクリア PORSCHE 959（1987年）
- 黒いドレスの女（1987年、東宝） - アキラ

### Vシネマ
- ベレッタM92F 凶弾（1990年、東映Vシネマ） - 守口英次(沢村の相棒)
- ブラックプリンセス2 炎の標的（1991年・東映Vシネマ） - 景山勇也(青年実業家)
- ワル 序章（2004年、GPミュージアム）
- 首領への道 外伝　白虎会見参（2004年、GPミュージアム） - 播州組若頭 小森良三
- 首領への道 完結編（2005年、GPミュージアム） - 宮窪幸男(旅人)
- ブラッド・エンジェル～シスターオブハート～（2005年、GPミュージアム）
- 実録・東海道抗争 白と黒（2006年） - 末広一家系相良組安達会理事長 野崎晃正
- 極道の紋章3（2007年） - 大阪府警捜査四課刑事 田崎正人
- 艶恋師 北海道 放浪編（2008年）

### テレビドラマ
- パパは殺し屋（1989年、TBS）
- この胸のときめきを（1989年、フジテレビ） - 浩太郎 役
- あいつがトラブル（1990年、フジテレビ） - 新田邦彦 役
- なんだらまんだら（1991年、フジテレビ）
- ルージュの伝言 VOL.20「ノーサイド」（1991年、TBS）
- 静かなるドン（1994年 - 1995年、日本テレビ）
- 保険調査員 蒲田吟子3 虐待の父殺人事件（2002年8月28日、テレビ東京）
- 日本一周“旅号”殺人事件（2003年、テレビ東京）

## CFナレーション
- ホンダ・Z
- 明治乳業VAAM（ヴァーム）
- プロクター・アンド・ギャンブル「ファブリーズ」
- 松下電器「ラムダッシュ」
- NTTドコモ900iシリーズ
- 日本コカ・コーラ「アクエリアス」